# Palma de guano

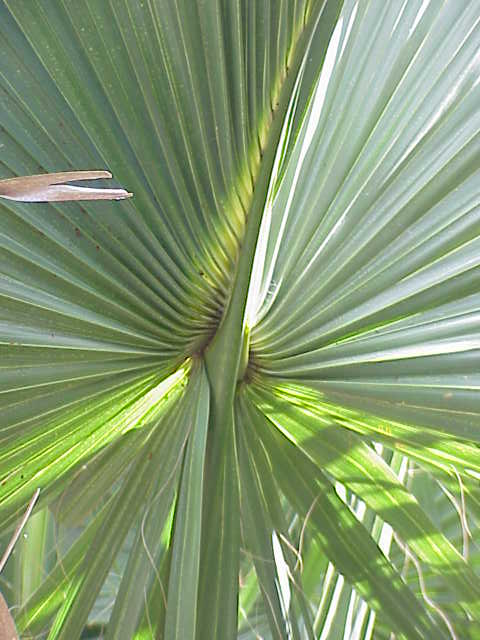
Palma de guano

Palma de guano o de huano (guano: del quechua huanú, estiércol) es el nombre dado en la península de Yucatán a cuatro especies distintas relativamente similares entre sí: Sabal gretheriae (llamado xa'an en maya), Sabal mauritiiformis (botan xa'an), Sabal mexicana (bon xa'an) y Sabal yapa (julok xa'an), pertenecientes a la familia de las Arecáceas. Las palmas de guano tienen varios usos entre la población, como para fabricar techos para las casas, para tapar hornos de tierra píib, o para crear bonitas artesanías. En la sabiduría popular maya se dice que estas palmas viven cien años.
A medida que la planta envejece, sus hojas son más grandes. Éstas sirven para hacer los techos. En 2006 se estimó que unas 360 000 yucatecos usaban palmas de huano para techar sus casas, tradición que se mantiene desde época prehispánica.